# Tobias Peterka
Tobias Peterka (nascido em 4 de setembro de 1982) é um político alemão da Alternativa para a Alemanha (AfD) e desde 2017 membro do Bundestag, o parlamento federal alemã. Ele é membro da facção de direita do seu partido.

## Vida e conquistas
Peterka nasceu em 1982 na cidade de Achern, no oeste da Alemanha, e estudou jurisprudência na Universidade de Bayreuth.
Em 2013, ele entrou na recém-fundada AfD e tornou-se membro do Bundestag em 2017.